# Bielawy (powiat mławski)
Bielawy – wieś sołecka w Polsce położona w województwie mazowieckim, w powiecie mławskim, w gminie Szreńsk. Leży nad rzeką Mławką.
Wierni Kościoła rzymskokatolickiego należą do parafii św. Rocha w Radzanowie.
W latach 1975–1998 miejscowość należała administracyjnie do województwa ciechanowskiego.